# Спојлер
Спојлер (енгл. spoiler) је израз који означава опис заплета радње, односно расплета неког књижевног дела, филма, ТВ серије или видео-игре, чије прерано откривање смањује или потпуно одузима сваки евентуални ужитак неупућеном читаоцу, гледаоцу или играчу.
У српски и друге језике је ушао из енглеског језика, односно из глагола енгл. to spoil - покварити.
Класичан пример спојлера је сажетак криминалистичког романа Агате Кристи у којем се износи идентитет убице - податак који би читалац романа требало да сазна тек на крају. Након што је изложен таквом спојлеру, читалац губи интерес за роман, с обзиром да се радња обично своди искључиво на откривање податка који он већ зна.
Спојлери су поготово добили на важности последњих година и деценија захваљујући развоју масовних медија, односно Интернета. Они су омогућили да и најситнији детаљи о неком књижевном делу, видео-игри или филму готово моментално постану доступни широм света, што може представљати проблем потенцијалним корисницима који су тим информацијама изложени пре него што им је доступно само дело.
Један од таквих примера су популарне ТВ серије које своју премијеру имају у САД, а у Европи и другим деловима света се емитују с неколико месеци или година задршке.
Настојање да се избегну спојлери је на Јузнет групама, Интернет форумима и блоговима довело је до конвенција као што је коришћење посебних упозорења о спојлеру, након којих следи спојлер - 25 редова ниже или једноставна ROT13 шифра. Филмски и други критичари су, пак, већ раније користили слична упозорења приликом писања и објављивања рецензија.
С друге стране, постоји мишљење како би настојање да се избегну спојлери представљало ограничење слободе изражавања. Такође се наводи како код неких уметничких и других дела које представљају део опште културе, као што је нпр. Библија, нема смисла користити правила о спојлеру.